# Pīr Bodāq
Pīr Bodāq (persiska: پير بُداغ, پير بُلاغ, پیر بداق, Pīr Bodāgh) är en ort i Iran.   Den ligger i provinsen Ardabil, i den nordvästra delen av landet, 400 km nordväst om huvudstaden Teheran. Pīr Bodāq ligger 1 814 meter över havet och antalet invånare är 316.
Terrängen runt Pīr Bodāq är lite bergig. Runt Pīr Bodāq är det ganska glesbefolkat, med 38 invånare per kvadratkilometer. Närmaste större samhälle är Ārmūdāq, 15,4 km nordväst om Pīr Bodāq. Trakten runt Pīr Bodāq består i huvudsak av gräsmarker.